# Proseniella
Proseniella là một chi bướm đêm thuộc họ Noctuidae.